# Казаков Борис Олександрович
Борис Олександрович Козаков (рос. Борис Александрович Казаков, нар. 6 листопада 1940, Куйбишев, СРСР — пом. 25 листопада 1978, там само) — радянський футболіст, нападник. Майстер спорту (1961). За збірну СРСР зіграв у 6 матчах, забив 1 гол. За олімпійську збірну СРСР зіграв 2 матчі, забив 3 голи.

## Біографія
Народився 6 листопада 1940 року в Куйбишеві. Його дитячі роки пройшли на вулиці Льва Толстого, сім'я жила навпроти того місця, де зараз стоїть театр «СамАрт». Стадіону «Динамо» ще не було, але була команда «Динамо», в якій батько і почав грати у футбол. Навчався він у чоловічій школі № 12 на Арцибушевській вулиці. З класу 7 або 8-го школа стала загальною, тоді батько і познайомився з Людою Спиркіною, яка пізніше стала його дружиною.
На рішення стати професійним футболістом, можливо, вплинула та обставина, що його батько Олександр, в кінці тридцятих років грав за знаменитий московський «Харчовик».
Десь після 1959 року перспективного нападника «Динамо» помітили тренери клубу «Крила Рад». У чемпіонаті СРСР Борис Казаков дебютував 7 липня 1960 року в Баку в матчі «Крил Рад» з місцевою командою «Нафтовик». У своєму сьомому матчі в складі «Крил» він забив перший гол у ворота «Кайрата» в Алма-Аті. У 1961 році «Крила Рад» грали в класі «Б». 26 голів, забитих Казаковим в цьому сезоні, допомогли команді повернутися у вищу лігу. У 1962 році Борис Казаков став одним з найкращих бомбардирів чемпіонату СРСР з 16 голами.
Найзнаменнішим для Бориса став 1963 рік, в якому народився його син Сергій, а самого Бориса з «Крил» взяли в олімпійську збірну країни. В її складі він провів кілька матчів, в тому числі проти фінів, де забив 3 голи.
Коли його призвали в армію, він дуже не хотів покидати рідне місто, команду, друзів, тому кілька днів ховався на дачі доки його не виловили солдати комендатури. В Москві йому дали відразу квартиру на Хорошевському шосе, із сусідами — братами Рагуліними. І він почав грати за столичне ЦСКА. Двічі (1964, 1966) він стає бронзовим призером чемпіонату СРСР. Залучається до ігор збірної команди СРСР (6 матчів). Лише серйозна травма не дозволила Борису Казакову потрапити в збірну команду СРСР на чемпіонат світу 1966 року в Англії.
Казаков був людиною прямою, через це у нього часто виникали конфлікти з тренерами. У ЦСКА він не порозумівся з керівництвом і перейшов в СКА (Ростов-на-Дону), але, щоправда, жодного матчу там не провів. Майже відразу він пішов на прийом до генерала і попросив перевести в розпорядження ПриВО. Його відпустили, а вже там, в Куйбишеві, організували комісування, з тим щоб йому можна було повернутися в рідну команду.
В серпні 1969 року в матчі, в якому зустрічалися «Крила» з московським «Локомотивом», Казаков забив свій сотий гол і став членом Клубу імені Григорія Федотова. Народ тоді висипав на поле, Казакова на руки підняли, вітали.
13 серпня 1971 року на стадіоні «Металург» він провів прощальний матчу проти «Даугави» (Рига). В наступні два сезони грав у другій лізі за «Корд», де під керівництвом Віктора Івановича Карпова рали й інші колишні футболісти «Крил Рад» Анатолій Жуков, Євген Майоров, Євген Гецко та ін.
У 1975—1978 роках Казаков працював на тренерській роботі — він був старшим тренером команди «Торпедо» (Тольятті).
Загинув в листопаді 1978 року, тільки відсвяткувавши свій 38-й день народження. Казаков з друзями поїхав на риболовлю на річку Чапаєвку. Борис був пристрасним рибалкою. Сам грузила відливав, снасті готував, раколовки. Вони їхали на УАЗику, і коли стали переїжджати на інший берег річки, лід підломився, машина пішла під воду. Троє встигли вистрибнути, а троє залишилися під водою. Це Казаков і його друзі по школі Саєнко та Пунін. Борис застряг в маленькому віконці, намагаючись вибратися з машини, але вона впала саме на цей бік і притиснула його до дна.
Згодом загинула в автомобільній катастрофі і його дружина: машину кинуло на ожеледиці під вантажівку.

## Досягнення

### Командні
- Бронзовий призер чемпіонату СРСР (2): 1964, 1965 «(у складі ЦСКА)»

### Особисті
- Один раз потрапляв у список 33-х найкращих футболістів СРСР — 1964, № 3.
- Член клубу Григорія Федотова — 111 голів.
- Найкращий бомбардир чемпіонату СРСР — 1962 р. (16 голів).